# (29934) 1999 JL46
A (29934) 1999 JL46 a Naprendszer kisbolygóövében található aszteroida. A LINEAR projekt keretében fedezték fel 1999. május 10-én.